# Campeonato Sudamericano de Voleibol Femenino Sub-18 de 1984
El IV Campeonato Sudamericano de Voleibol Femenino Sub-18 se celebró en la ciudad de Santiago de Chile, Chile en 1984.

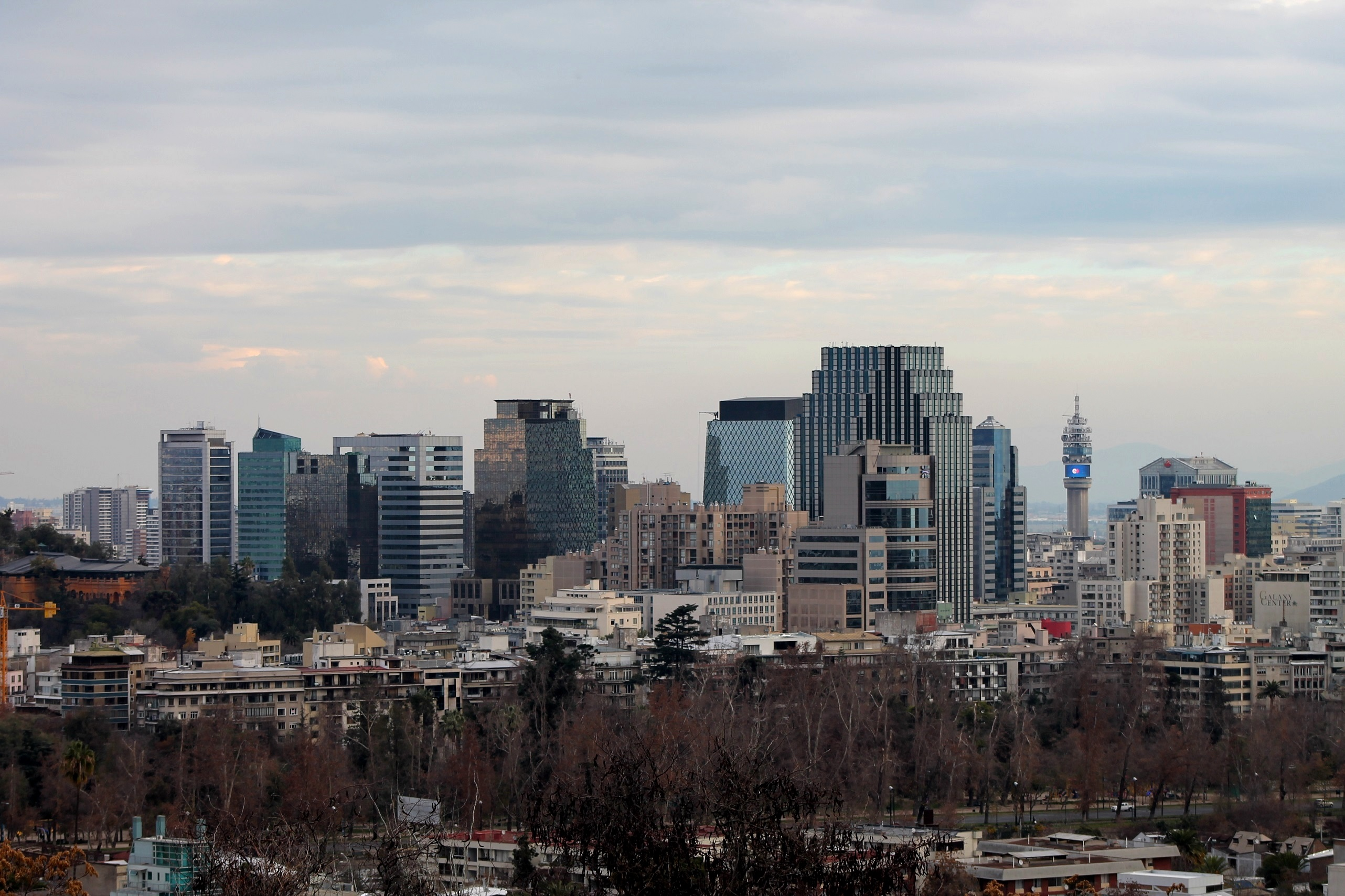
Santiago de Chile, sede del IV Campeonato Sudamericano de Voleibol Femenino Sub-18.

## Equipos participantes
- Argentina
- Brasil
- Chile
- Perú

## Posiciones Finales
| \| Pos \| Equipo \| \| --- \| --------- \| \| \| Brasil \| \| \| Perú \| \| \| Argentina \| \| 4 \| Chile \| | Campeón Brasil 2º Título |
| Pos | Equipo                   |
| | Brasil                   |
| | Perú                     |
| | Argentina                |
| 4 | Chile                    |